# The Cribs
The Cribs sono un gruppo alternative rock inglese di Wakefield, West Yorkshire, formato dai gemelli Gary e Ryan Jarman assieme al fratello più giovane Ross Jarman.

## Storia
La band, scoperta dalla Wichita Records, debutta nel mercato discografico con un album omonimo, The Cribs, nel 2004. Il sound lo-fi del loro lavoro li accosta immediatamente a gruppi come The Strokes e Mando Diao. Poi, nel 2005, è la volta di The New Fellas, disco che permette al gruppo di partecipare a numerosi Festival, accanto a Kaiser Chiefs e Maxïmo Park e di aprire alcuni concerti dei Death Cab for Cutie.
Nel 2007 la band registra il terzo album, Men's Needs, Women's Needs, Whatever, a Vancouver (Canada), con la supervisione di Alex Kapranos, cantante dei Franz Ferdinand come produttore. L'album, uscito il 21 maggio, è stato preceduto dal singolo di successo Men's Needs. Dal 2008, Johnny Marr, storico chitarrista degli Smiths, entra a far parte della band per la registrazione dell'album successivo. Quest'ultimo esce nel settembre del 2009 col titolo "Ignore The Ignorant", anticipato dal singolo "Cheat on Me". Tre anni dopo, successivamente anche all'uscita dal gruppo di Johnny Marr, esce "In The Belly Of The Brazen Bull", anticipato dal singolo "Chi-Town" e ultimo disco per la Wichita. Dopo Payola, raccolta di singoli e b-sides, nel 2015 infatti i Cribs giungono al nuovo album For All My Sisters via Sonic Blew e Sony RED UK, il tutto anticipato dal singolo Burning For No One.

## Formazione
- Gary Jarman (Wakefield, 20 ottobre 1980) - basso e voce
- Ryan Jarman (Wakefield, 20 ottobre 1980) - chitarra
- Ross Jarman (Wakefield, 22 settembre 1984) - batteria
- Johnny Marr - chitarra (2008-2011)
- David Jones - chitarra (2011-presente) membro tour

## Discografia

### Album
- 2004 - The Cribs
- 2005 - The New Fellas
- 2007 - Men's Needs Women's Needs Whatever
- 2009 - Ignore The Ignorant
- 2012 - In The Belly Of The Brazen Bull
- 2015 - For All My Sisters
- 2017 - 24-7 Rock Star Shit
- 2020 - Night Network

### Raccolte
- 2013 - Payola [Anthology Edition - B-Sides]

### Singoli
- 2004 -  Baby Don't Sweat
- 2004 -  You Were Always the One
- 2004 -  What About Me
- 2005 -  Hey Scenesters!
- 2005 -  Mirror Kissers
- 2005 -  Martell
- 2005 -  You're Gonna Lose Us
- 2007 -  Men's Needs
- 2007 -  Moving Pictures
- 2007 -  Don't You Wanna Be Relevant? / Our Bovine Public
- 2007 -  I'm a Realist
- 2009 -  Cheat on Me
- 2010 - So Hot Now / Separate
- 2010 -  Housewife
- 2012 - Chi-Town
- 2012 - Come On, and be a No-One
- 2012 - Glitters Like Gold
- 2012 - Anna
- 2013 - Leather Jacket Love Song
- 2015 - Burning For No One